# Harold Williams
Harold Marvin Williams, né le 5 janvier 1928 et mort le 30 juillet 2017, est un haut fonctionnaire démocrate américain. Il est président de la Securities and Exchange Commission (SEC) entre 1977 et 1981.